# デイヴィッド・キャンピージ

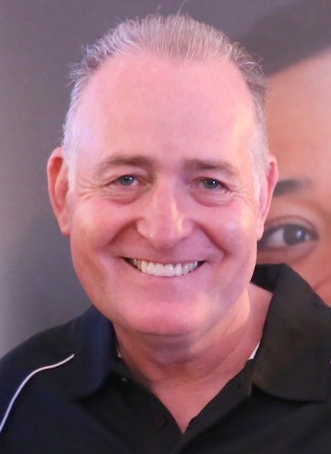
デイヴィッド・キャンピージ

デイヴィッド・イアン・キャンピージ（David Ian Campese AM、1962年10月21日 - ）は、オーストラリアの元ラグビーユニオン選手である。愛称はCampo。
ラグビーオーストラリア代表（ワラビーズ）で長らく活躍し、キャップは101に上る。その間、1984年の遠征ではワラビーズ史上唯一のグランドスラム（ホーム・ネイションズ、すなわちイングランド・アイルランド・ウェールズ・スコットランドの代表に対する全勝）達成に、1991年の第2回W杯では、ニック・ファー＝ジョーンズ、マイケル・ライナーとともに優勝に貢献した。
また、テストマッチでのトライ数64は2006年に大畑大介に更新されるまで世界記録だった。
ワラビーズでのポジションは左ウィング、右ウィング、フルバックとこなしたが、左ウィングに思い入れがあるのか、どのポジションについても11番を着けることが多かった。
引退後は指導者に転じ、シンガポール代表や南アフリカのシャークス、トンガ7人制代表などで始動した。
2001年には国際ラグビー殿堂入りを果たした。
キャンピージは「グースステップ」（タックルを試みる相手をよろめかせて置き去りにするヒッチ・キックモーション）で有名である。